# Halbach (Familienname)
Halbach ist ein deutscher Familienname.

## Ursprung
Im Bergischen Land erscheint der Name 1424, als ein Hans Halbicker die 5. Vikarie in Lennep stiftet. Urkunden der folgenden Jahre bezeugen den Hof als Wachszinspflichtig. Ab etwa 1580 ist ein lückenloser Nachweis der Familie "auf der Halbach" möglich. Vor dem Dreißigjährigen Krieg gehörte "die Halbach" vier Brüdern, danach einem Jan Lennartz (Johann, des Leonhard Sohn, verwandtschaftlicher Nachweis ist nicht gegeben, aber wahrscheinlich) und zwei Brüdern Matthias (Theiß) und Johannes, beides Söhne von Merten Rawesmüller, der die Erbtochter Clara heiratete und den Namen des Hofes annahm.
Ob sie wirklich aus dem Fränkischen kamen, wie eine Quelle besagt, und von Regensburger Patriziern abstammen, ist bis heute nicht erwiesen. Glaubt man dieser Quelle, so sind sie im 15. Jahrhundert nach Köln gekommen, wurden dort in den Rat der Stadt aufgenommen und erwarben Besitzungen mit Eisengewerken im Herzogtum Berg und in der Grafschaft Mark. Hierzu würde auch eine in Nürnberg im Jahre 1486 vollzogene Trauung zwischen Magdalena Halbach und Francis J. Pohlmann passen.
Auch in Köln gab es schon sehr früh Halbachs, z. B. wurde Gertrudis am 21. Januar 1633 in Köln getauft. Während der Religionswirren Ende des 15. Jahrhunderts sollen sie aus Köln vertrieben und auf ihren Gütern im Bergischen ansässig geworden sein.
Denkbar ist aber auch, dass sie aus der Eifel kamen, denn der Halbacher Wildhof – zwischen Herschbach und Kaltenborn am „rivulus hallebachus“ gelegen und 962 in einer Urkunde erwähnt, beherbergte schon 500 Jahre vorher Halbachs.

## Verbreitung
Die meisten der heute im Bergischen nachgewiesenen Halbachs stammen von den beiden o.a. Brüdern ab. Von Johannes stammen u. a. die Linien der Familie Krupp von Bohlen und Halbach ab.
Weitere Linien in Remscheid, Solingen und dem heutigen Wuppertal sind schon zu Beginn der Kirchenbücher (Kirchenbücher in Lüttringhausen ab 1670 erhalten) vorhanden, eine verwandtschaftliche Beziehung zu den o. g. Brüdern ist wahrscheinlich, aber nicht nachweisbar. Noch heute hat das familiengeführte Traditionsunternehmen Halbach Seidenbänder GmbH seinen Firmensitz samt eigener Bandweberei in Lüttringhausen. Dort wurde es 1933 von Richard Friedrich Hermann Halbach gegründet. 
Vom Hof in der Eifel stammen (wahrscheinlich, aber nicht nachweisbar) die Halbachs aus Lind, Herschbach, Wehr oder anderen kleinen Eifelorten ab. Zwei Brüderpaare, aus Lind und aus Wehr, sind im 19. Jahrhundert in die USA ausgewandert. Die meisten der heutigen in den USA – vor allem in Wisconsin – ansässigen Halbachs stammen von diesen Brüderpaaren oder von einem 1799 in Solingen geborenen und ebenfalls ausgewanderten Arnold Halbach ab.
Außerdem gibt es südwestlich von Wien einen Halbach-Bach und im Elsass einen kleinen Ort "Le Halbach". Zu den schwedischen Halbacks sind ebenso wie zu den Siegerländer Helbecks keine Verbindungen erkennbar. Die Zuordnung sämtlicher bisher registrierter Namensträger war bisher noch nicht möglich.

## Namensträger
Für die Angehörige der Adelsfamilie Bohlen und Halbach siehe dort.
- Andreas Halbach (* 1960), deutscher Journalist
- Arnold Halbach (1787–1860), preußischer Konsul in Philadelphia und Vorfahre derer von Bohlen und Halbach
- Axel Jonas Halbach (1934–2022), deutscher Diplom-Kaufmann, Schriftsteller und Künstler
- Daniel Halbach von der Phorten (1581–1635), deutscher Mediziner
- Dieter Halbach, deutscher Eisschnellläufer
- Fritz Halbach (1879–1942), deutscher (antisemitischer und völkischer) Heimatdichter
- Gustav Hermann Halbach (1882–1958), deutscher Heimat- und Sprachforscher
- Hans Halbach (Mediziner) (* 1909), deutscher Mediziner, Hochschullehrer für Pharmakologie
- Hans Halbach (* 1938), deutscher Journalist, ab 1970 bei der FAZ
- Heinz Halbach (1930–2014), deutscher Journalistiker
- Johann Arnold Halbach (1745–1823), deutscher Fabrikant im Bergischen Land und Vorfahre derer von Bohlen und Halbach
- Juliet Halbach-Bohlen (1835–1919), deutsche Schriftstellerin
- Klaus Halbach (1925–2000), deutscher Physiker
- Kurt Herbert Halbach (1902–1979), deutscher Germanist und Hochschullehrer
- Udo Halbach (1940–1983), Professor für Biologie, Frankfurt am Main
- Uwe Halbach (* 1949), deutscher Kaukasus-Experte und wissenschaftlicher Mitarbeiter bei der Stiftung Wissenschaft und Politik in Berlin
- Volker Halbach (* 1969), deutscher Architekt
- Wulf R. Halbach (1961–2009), deutscher Medien- und Kommunikationswissenschaftler